# Mišo Kovač
Mate Mišo Kovač (Šibenik, 16. srpnja 1941.), hrvatski je pjevač zabavne glazbe. 
Pjevač je s najviše prodanih ploča (i ostalih nosača zvuka) zabavne glazbe u Hrvatskoj, ali i diljem bivše SFRJ. S više od 20 milijuna prodanih ploča tijekom 47-godišnje glazbene karijere, uz brojne glazbene i diskografske nagrade, jedan je od najpoznatijih i najkarizmatičnijih hrvatskih pjevača. Počeo je obradama stranih uspješnica, da bi nastavio naglašeno emotivnim pjesmama uglavnom tipičnog mediteranskog, dalmatinskog melosa te suradnjom s klapama. Vrhunac popularnosti doživio je sedamdesetih i osamdesetih godina prošlog stoljeća, no i danas ima značajnu odanu publiku. Premda glazbena kritika više cijeni njegove ranije i manje poznate radove, popularnost je stekao emotivnim i zabavnim melodijama, poput "Ostala si uvijek ista", "Svi pjevaju ja ne čujem", "Ako me ostaviš" i drugima. Svojom popularnošću, karizmom, beskompromisnim i često osebujnim stavovima te uspjesima stekao je status hrvatske glazbene legende.

## Životopis

### Djetinjstvo i mladost
Rođen je u Šibeniku tijekom talijanske okupacije Dalmacije u Drugom svjetskom ratu kao drugo dijete Zrinke i Jakova Kovača. Majka mu je podrijetlom s otoka Vrgade, a otac iz šibenske četvrti Škopinac. Mišo je rastao u obitelji s bratom Ratkom i sestrom Blankom. Kao dijete odrastao je u ulici u šibenskom Varošu u kojoj su u isto vrijeme živjeli i glazbenici Vice Vukov (r. 1936.; u. 2008.) i Arsen Dedić (r. 1938.; u. 2015.). Kao mladić trenirao je nogomet kao vratar te je počeo braniti za juniorsku momčad HNK Šibenika, sanjajući o profesionalnoj nogometnoj karijeri u Hajduku. Bio je i navijač Hajduka, često putujući brodom iz Šibenika u Split na utakmice te je poraze svoje momčadi primao vrlo emotivno. Čuvši nastupe šibenskog pjevača Ljube Lučeva, šesnaestogodišnji Mišo polako odustaje od nogometa i posvećuje se glazbi. Slušao je tada popularne talijanske izvođače Luciana Tajolija, Tonyja Dellaga i Adriana Celentana te Amerikanca Johnnieja Raya. Završio je srednju industrijsku školu, izučivši zanat tapetara. 1961. na natjecanju "Prvi glas Šibenika" podijelio je naslov najboljega s Mirkom Vukšićem, budućim gitaristom grupe Mi, a za nagradu je odabrao singl Elvisa Presleyja. Vojni rok u JNA odslužio je u Beogradu, gdje je subotama navečer pjevao zabavljajući ročnike i prijatelje. Nakon odsluženja vojnoga roka stiže u Zagreb, gdje pjeva studentima te životari po studentskom centru i kavanama.

### Početci karijere
...glas pomalo opor, djelomično i sirov, nosi u sebi specifičan šarm i unutrašnju ekspanziju...

Taman glas, opor, podsjeća na Rayja Charlesa.

Na jednom natjecanju talenata u Karlovcu, s pjesmom "I can't stop loving you" Raya Charlesa, doživio je veliki uspjeh. Ubrzo su ga zapazili glazbeni producenati. Prvi improvizirani nastup imao je s ansamblom Alfonsa Vučera u zagrebačkoj Gradskoj kavani u jesen 1964. te je nakon pristanka glavnog urednika Pere Gotovca dobio ugovor za snimanje prve ploče s Jugotonom, prepjev "I Can't Stop Loving You" svoga idola Raya Charlesa, pod nazivom "Ne mogu prestati da te volim". Ploča je bila uspjeh, te je Mišo u ljeto 1965. nastupio na splitskim Melodijama Jadrana s tri izvedbe. Unatoč razočaravajućem nastupu, uslijedile su nove ploče oko srebrnih naklada od pedesetak tisuća primjeraka - prepjeve "Ja odlazim", "Vrijeme plakanja", "San Francisco" (izvornik Scotta McKenzieja), "Da je duži moj dan" i druge.
Hit kojim se etablirao kao priznati izvođač bila je pjesma "Više se nećeš vratiti", pobjednička pjesma s nekad popularnog sarajevskog festiva "Vaš šlager sezone" (1969.), djelo tada mladog skladatelja i tekstopisca Đorđa Novkovića. Taj je singl prodan u nakladi od 183.987 primjeraka, što je bila druga najprodavanija ploča nakladnika Jugotona te godine. Godine 1969. ukupno je prodao pet ploča u 252.905 primjeraka, što ga je učinilo Jugotonovim najprodavanijim pjevačem. Suradnja s Novkovićem obilježila je gotovo čitav Kovačev opus, te se nastavila i dalje, sve do iznenadne Novkovićeve smrti 2007. Godine 1971. osvojio je Splitski festival s pjesmom Stjepana Mihaljinca i Drage Britvića "Proplakat će zora", koja je prodana u više od 300.000 primjeraka, čime se definitivno učvrstio na tronu najpopularnijeg pjevača u bivšoj Jugoslaviji. U dva dana osvaja pet nagrada, a usred Hrvatskog proljeća zaradu od prodaje ploče uplaćuje za izgradnju autoceste Zagreb-Split. Iste te 1971. skoro je poginuo u prometnoj nesreći kod Zadra. Njegov automobil bio je potpuno smrskan, a kako mu je ostao ožiljak iznad gornje usne, za vrijeme oporavka Mišo odlučuje pustiti brkove koji će kasnije postati njegov zaštitni znak.

### Vrhunac popularnosti
Godine 1972. posjećuje koncert Elvisa Presleyja u njujorškom Madison Square Gardenu, a Elvisova izvedba Sinatrinog standarda "My way" ostavlja veliki dojam na njega. Godine 1974. s klapom Šibenik snima album klapskih i narodnih pjesama Oj ti dušo duše moje. Velika uspješnica postaje i "Drugi joj raspliće kosu, a ja je volim". Godine 1975. s pjesmom "Ostala si uvijek ista", po njegovom priznanju najboljom u njegovoj karijeri, nastupa na natjecanju "Jugoslavenska hit parada" u Beogradu. Iako je premoćno pobijedio, publika je nije odmah prihvatila, a pjesma je stekla popularnost tek deset godina kasnije, kad je objavljena na istoimenom albumu prodanom u 200 tisuća primjeraka. Godine 1977. pobjeđuje na splitskom festivalu s pjesmom "Noćas ćemo zemlji ko materi reći" s klapom Maslina. Nakon 1980. i pobjede na festivalu u Splitu s pjesmom "Dobra ti večer mati moja" odlučuje ne nastupati na festivalima. Godine 1982. vraća se dalmatinskim, lokalnim temama zlatnim albumom Dalmacija u mom oku u aranžmanu Krste Jurasa i Dušana Šarca, s kojeg hitovi postaju istoimeni singl i "Šibenske kale". Godine 1983. doživljava uvjerljivi neuspjeh s pjesmom "Posadi cvijet" na izboru za predstavnika SFRJ na pjesmi Eurovizije, što pripisuje namještanju. Surađivao je i s Idolima i Vladom Divljanom na snimanju svoje pjesme iz 1968. "Da je duži moj dan" za potrebe soundtracka filma "Šest dana lipnja" 1985. Uslijedilo je najplodnije razdoblje: između 1985. i 1988. snima svoje najveće hitove, poput "Ako me ostaviš", "Jedan dan života" (obrada meksičke pjesme "Un dia di vida" iz istoimenoga filma), "Sutra mi sude", "Odavno više ne plačem zbog tebe", "Ja nemam više razloga da živim", "Ti si pjesma moje duše" (obrada pjesme "Seven Spanish Angels" Willieja Nelsona i Raya Charlesa), "Svi pjevaju, ja ne čujem" i mnoge druge. Glazbena karijera i dalje je cvala, pet puta je proglašavan pjevačem godine, a 1989. godine proglašen je osobom godine u bivšoj Jugoslaviji.

### Osobne tragedije i povlačenje sa scene
U rujnu 1991. pridružio se Hrvatskom Band Aidu na snimanju pjesme "Moja domovina", u kojoj u pripjevu pjeva stih "ima oči boje mora". Godine 1992. njegov 16-godišnji sin Edi, pripadnik specijalne postrojbe Hrvatske vojske "Škorpioni", smrtno je stradao u Zagrebu pod sumnjivim okolnostima. Mišo taj tragični događaj nikada nije potpuno prebolio. Objavljuje i singl "Pjesma za Edija". Nakon Edijeve smrti i održanog velikog koncerta Noć svijeća pred 50.000 ljudi na splitskom Poljudu 1993., Mišo je javno obznanio da više neće nastupati te je ponovno uzeo krsno ime Mate. No održao je čitavu seriju oproštajnih koncerata te nije završio karijeru. Snimio je i druge domoljubne pjesme tijekom rata, poput "Grobovi im nikad oprostiti neće" i "To je zemlja gdje žive Hrvati (Herceg-Bosna)". Godine 1996. održava koncert Svojoj vjernoj publici.
Osim sina Edija, 1990-ih je izgubio i majku te mlađega brata Ratka, dok se kći Ivana borila s ovisnošću. Nakon godina depresije i alkoholizma, 14. siječnja 1999., u zagrebačkom stanu u Maksimirskoj 69, Mišo Kovač pucao je sebi u prsa neprijavljenim pištoljem "Beretta". No uspio je preživjeti te se potpuno oporavio, a i njegovo duševno stanje se znatno poboljšalo.

### Povratak na scenu
Nakon oporavka od pokušaja samoubojstva održava veliki koncert u zagrebačkom Domu sportova. Uslijedili su novi albumi. Godine 1999. Mišo je snimio album Budi čovjek dobre volje, kako sam kaže, zahvaljujući kćeri Ivani. Sljedeće godine nakratko se vraća glazbenim festivalima te odmah pobjeđuje na Splitskom festivalu sa skladbom "Vraćam ti se Dalmacijo mati". Iste godine snima veliki hit "Dalmatino", svojevrsnu himnu Dalmacije. U rujnu 2001. održava i dva koncerta u New Yorku za hrvatske iseljenike te polovicu prihoda donira obiteljima vatrogasaca poginulih 11. rujna. Za novi studijski album Mir u srce, objavljen 2004., godine 2006. dobio je srebrno priznanje, a za kompilacije Pjevaj, legendo (1999.) i Najdraže pjesme Miše Kovača (2003.) dva platinasta priznanja. S albuma Mir u srce najveći uspjeh ostvario je singl Rođo moj. U kolovozu 2004. uz klapu Teutu kao goste održava koncert na trgu između katedrale sv. Jakova i Vijećnice u Šibeniku. Koncert je objavljen na DVD-u Mišo u Šibeniku.

### Kasna karijera
Nakon stanke, 2006. snima album Ja sam kovač svoje sreće na kojemu mu se kao gost pridružila kći Ivana: najveći uspjeh s tog albuma njihov je duet "Nema mi do tebe nikoga". Godine 2007. Mišo po 28. put u karijeri dupkom puni splitske Gripe, dok sljedeće godine održava koncerte pred brojnom publikom u pulskoj Areni i zadarskoj dvorani Višnjik s više od 8000 obožavatelja. Godine 2008. Croatia Records najavljuje reizdanja 13 njegovih najpoznatijih albuma iz 1970-ih i 1980-ih s digitalno remasteriranim zvukom.
Godine 2009. Mišo Kovač kao prvi hrvatski pjevač održava koncert u novoizgrađenoj Areni Zagreb pred 20.000 obožavatelja svih generacija, time još jednom dokazujući status legende hrvatske glazbene scene. Sljedeće godine izdao je svoj, kako kaže, posljednji album Ne tražim istinu, te najavljuje kraj karijere. Album Ne tražim istinu ostvario je umjereni uspjeh, doživjevši zlatnu nakladu. Gotovo sve pjesme obrade su starih skladbi, objavljenih na ranijim albumima i ponovo snimljene u novim aranžmanima. Treći singl s albuma i jedina nova pjesma, duet s kćeri Ivanom, balada "Tvoja mala", doživjela je nešto veći uspjeh na top ljestvicama, na nekim radijskim postajama dospjevši u vrh domaće zabavne glazbe. Unatoč najavi kraja karijere, nastavio je s nastupima i koncertima, a s klapom Rišpet Ivom Amulićem snimio je pjesmu i spot "Sunce mi od tebe dolazi", koja je u ožujku 2012. zauzela prvo mjesto na top ljestvici "Hrvatski top 33" Radio Dalmacije.
U ožujku 2012., kao priznanje struke, Mišo je dobio Porina za životno djelo. Porina je dobio i dirigent, aranžer, skladatelj i pijanist Stjepan Mihaljinec, koji je napisao i neke od najvećih Mišinih hitova. Mišo je s Mihaljincom za glasovirom na dodjeli izveo neke od svojih najvećih hitova, uz ovacije publike i prisutnih glazbenika te ostalih dobitnika Porina. Objavljen je i peterostruki nosač zvuka 100 originalnih hitova - Mišo Kovač, koji je ostvario dijamantnu nakladu, za koju mu je uručeno priznanje u veljači 2014. na dvama održanim rasprodanim koncertima u Koncertnoj dvorani Vatroslava Lisinskog. U isto vrijeme Ivana Kovač s klapom Bunari objavljuje pjesmu posvećenu Miši "Dalmacijo, srce oca moga", koju je publika dosta dobro prihvatila.
U travnju 2013. Mišo je s Arsenom Dedićem, svojim sugrađaninom Šibenčaninom, snimio duet, pjesmu "Mi smo lišće s iste grane" u produkciji Croatia recordsa, za koju je snimljen i spot. Iako su obojica u svojim žanrovima bili najpopularniji pjevači, a djetinjstvo su proveli na istoj ulici, trebalo je proći 48 godina da zapjevaju zajedno. Godine 2014. nastupio je i dva dana zaredom u Koncertnoj dvorani Vatroslava Lisinskog u Zagrebu te na velikom, rasprodanom koncertu u splitskoj Spaladium Areni.

## Nastupi na filmu i televiziji
Okušao se i glumačkim vodama pa je 1972. glumio s Radom Šerbedžijom u filmu Poslijepodne jednog fazana. Na televiziji je rijetko nastupao, a nastupe na TV-u danas izbjegava jer kad stalno pjevaš na TV-u, dolaziš i u domove ljudi koji te ne vole. Kad radim, radim koncert i gledaju me ljudi koji me vole, ne gnjavim ljude koji me ne vole. Njegovo gostovanje u jubilarnoj 400. emisiji Nedjeljom u dva na HTV-u 16. srpnja 2006. jedno je od najgledanijih izdanja te emisije u njenoj povijesti.
Svoju praksu nakratko je prekinuo u lipnju 2012. nastupivši u humanitarnom izdanju emisije Misija zajedno na HTV-u, pri čemu je u sat vremena izveo osam pjesama uživo i prikupio 200.000 HRK pomoći za djecu.

## Politički angažman
Prema vlastitom priznanju, više puta je odbio pjevati za Tita, a 1972. je prihod od prodaje ploče Proplakat će zora i koncerta s Borisom Dvornikom donirao za izgradnju autoceste Zagreb-Split. Prije nastupa za hrvatske iseljenike 1986. u Calgaryju, tražio je skidanje Pavelićeve slike sa zida iseljeničkoga doma.
Prije prvih višestranačkih izbora u Hrvatskoj u velikom intervjuu u Nedjeljnoj Dalmaciji pod naslovom "Dalmacija u mom oku" izjavljuje: "Ako ovi dođu na vlast, za mene ovdje više nema mjesta", misleći na HDZ. Kasnije ga je njegova želja za rasvjetljavanjem okolnosti smrti sina Edija dovela u doticaj s HSP-om. Počeo je javno pokazivati podršku stranci, pojavljujući se na skupovima stranke u crnoj odori Hrvatskih obrambenih snaga (HOS-a). Kasnije je bio u prijateljskim odnosima s predsjednikom Tuđmanom, kojemu je i nakon njegove smrti izražavao poštovanje. Nakon 1991. kategorički je odbijao svaku mogućnost nastupa u Srbiji ili Crnoj Gori.
Godine 2002. obilježio je 40. godišnjicu glazbenoga djelovanja rasprodanim koncertom Centimetar moga puta u splitskoj dvorani Gripe, s kojeg je dio prihoda ponovo donirao za gradnju autoceste Zagreb-Split. Iznio je i ideju o sličnim koncertima ostalih hrvatskih izvođača, kojima bi se simbolično prikupljala sredstva za izgradnju autoceste.
Dana 30. lipnja 2007. nastupio je na 8. općem saboru HDZ-a, a već 2009. uključuje se u izbornu kampanju za lokalne izbore te nastupa za nezavisnog kandidata Željka Keruma koji odnosi pobjedu na izborima u Splitu te postaje novi gradonačelnik. U srpnju iste godine Mišo je s mnogim drugim pjevačima surađivao na pjesmi "Pjesmo naša" Dražena Žanka, koja je trebala postati nova himna HDZ-a. Mišo je svoj dio premijerno izveo povodom 20. obljetnice HDZ-a. U travnju 2013. svjedočio je na suđenju bivšem premijeru i predsjedniku HDZ-a, Ivi Sanaderu, jer je tužiteljstvo tvrdilo da je za nastupe u HDZ-ovoj izbornoj kampanji, prema Sanaderovoj zamisli, dobivao ilegalni novac koji mu je u sjedištu carine iz crnog stranačkog fonda u gotovini isplaćivao Mladen Barišić. Tom je prigodom izjavio da je za HDZ nastupao "zbog svog sina Edija, jer je on bio član HDZ-a još od 1990."

## Privatni život
Od prve supruge Ljubice Komadine razveo se nakon četiri godine braka, te se godine 1973. vjenčao sa Splićankom Anitom Baturinom, Miss Jugoslavije, s kojom je 1975. godine dobio sina Edija, a dvije godine poslije i kćer Ivanu. Oboje djece rođeno je u Zagrebu. Supruga i njihovo dvoje djece pojavljuju se zajedno s njim u spotovima za pjesme "Malo mi je jedan život s tobom" i "Ako me ostaviš".
Nakon smrti sina Edija, brak s Anitom se raspao te je kratkotrajno pokušao ostvariti ljubavnu vezu s 30 godina mlađom astrologinjom Silvijom Conte Calvi Marković. Nakon oporavka i povratka na scenu, nova Kovačeva životna pratilja postala je Lidija Pintarić, koju je upoznao 1998. i s kojom se i oženio te su i dalje u braku. Kovač je u više navrata naglasio svoju privrženost i zahvalnost Lidiji i važnost njihove veze i braka za njegov oporavak i povratak na scenu.

## U popularnoj kulturi
Mišo Kovač je općeprihvaćen kao karizmatik i ikona Dalmacije, pogotovo nogometnoga kluba Hajduk te navijačke skupine Torcida, premda na svojim koncertima često apelira na "svehrvatsko jedinstvo" navijača Dinama i Hajduka. U Hajdukovu dresu s brojem 9 nastupio je na Poljudu prije derbija Hajduka i Dinama 2001., izvodeći svoje pjesme vezane uz Dalmaciju. Njegove pjesme o Dalmaciji poput "Noćas ćemo zemlji ko materi reći", ali i ljubavne poput "Samo nas nebo rastavit može", kao i parafraze njegovih stihova postale su dio koreografija Torcide i navijačkih slogana. Prema naslovnicama njegovih albuma nastali su brojni grafiti u Dalmaciji, a jedan od njegovih najprepoznatljivijih imidža, preuzet s fotografije M. Čolića iz Studija, sa sunčanim naočalama, mornarskom majicom i zlatnim lančićem, izabran je i za omot peterostrukog nosača zvuka 100 originalnih hitova - Mišo Kovač, objavljenog u svibnju 2012. Ta naslovnica nalazi se i na brojnim majicama i suvenirima na jadranskoj obali. Majice s likom Miše Kovača nosili su i brojni poznati. Ivana Kovač nosila je majicu s istim likom u spotu za svoju pjesmu "Dalmacijo, srce oca moga". Drugi imidž usko vezan uz Mišu Kovača je njegova prepoznatljiva poza prilikom izvedbi na koncertima, pri kojoj raširenih ruku pušta publiku da pjeva njegove pjesme.
Julije Jelaska objavio je i strip o Miši Kovaču, uz tekst pjesme "Dalmacija u mom oku" te "Ostala si uvijek ista".
Njegova pjesma "Poljubi zemlju" postala je neslužbena himna hrvatske vaterpolske reprezentacije, koja ju je pjevala nakon finala OI u Londonu te prilikom dočeka, zajedno s publikom.
U prvom izdanju upitnika o poznavanju hrvatske kulture i društvenog uređenja, uvjetu za ostvarivanje hrvatskog državljanstva, zabilježeno je i pitanje čime se bavi Mišo Kovač.

### Obrade
Zabilježene su brojne klapske obrade njegovih pjesama, poput "Najljepše su oči moje majke" i drugih. Među izvođače koji su obradili Mišine pjesme svrstali su se Kraljevi ulice, Toše Proeski (s poznatom obradom pjesme "Ostala si uvijek ista") i mnogi drugi. No, zanimljivo, u novije vrijeme Mišine pjesme obrađivane su i u punk-aranžmanima: Sarajevski punk sastav Ofsajd obradio je pjesmu "Još i danas teku suze jedne žene" u punk-stilu pod nazivom "Misho Kovach", a istu pjesmu spominje Zabranjeno pušenje u svojoj pjesmi Genter s albuma Bog vozi Mercedes (2001.). Zagrebački melodični punk sastav Dolibasija 2005. godine objavio je pjesmu "Mate Mišo" u koju su uključili pjesmu "Svi pjevaju, ja ne čujem". Punk sastav Krešo i kisele kiše obradili su Mišinu pjesmu "Ja nemam više razloga da živim", uključivši u pjesmu i dijelove gostovanja Miše u emisiji Nedjeljom u 2. Splitski sastav Dječaci spominje Mišu Kovača u svojoj pjesmi "Meko sranje" iz 2008. godine. Šibenski hip-hop sastav 022 2008. obradio je Mišinu pjesmu "Dalmatinac" u hip-hop aranžmanu, zajedno s dijelovima izvorne snimke.

## Nagrade
Dobitnik je brojnih zlatnih, dijamantnih i srebrnih ploča, kao i diskografskih i festivalskih nagrada. Vlasnik je, naravno, i Zlatne ptice koju su Jugoton/Croatia Records dijelili izvođačima za milijun prodanih primjeraka. Godine 2005. Institut hrvatske glazbe uručio mu je posebno priznanje "za najveći broj prodanih ploča u povijesti hrvatske diskografije".
2007. godine gradsko vijeće grada Šibenika dodijelilo je Miši "Nagradu grada Šibenika".

## Diskografija

### Studijski albumi
- Mišo Kovač (1971., reizdanje 2008.)
- Portret (1973.)
- Mi smo se voljeli (1974.)
- Oj ti dušo duše moje (1974.)
- Ovo je naša noć (1977., reizdanje 2008.)
- Uvijek ima nešto dalje (1979., reizdanje 2008.)
- Čovjek bez adrese (1980., reizdanje 2008.)
- Jači od vjetra (1981., reizdanje 2008.)
- Dalmacija u mom oku (1982., reizdanje 2008.)
- Osjećam te (1983., reizdanje 2008.)
- Zajedno smo (1984., reizdanje 2008.)
- Potraži me u pjesmi (1984., reizdanje 2008.)
- Ostala si uvijek ista (1985., reizdanje 2008.)
- Ti si pjesma moje duše (1986., reizdanje 2008.)
- Malo mi je jedan život s tobom (1987., reizdanje 2008.)
- Samo nas nebo rastavit može (1989., reizdanje 2008.)
- Suza nebeska 1989.
- Za kim zvono plače 1990.
- Pjesma za Edija 1993.
- Mate Mišo Kovač 1994.
- Istina o Blajburgu 1994.
- Mojoj vjernoj publici 1995.
- Al' je ljubav bolest teška 1996.
- Osjećam se jači 1998.
- Budi čovjek dobre volje 1999.
- Dalmatino 2001.
- mir u srce 2004.
- Ja sam kovač svoje sreće 2006.
- Ne tražim istinu 2010.

- Najveći uspjesi 1 (1975.)
- Najveći uspjesi 2 (1976.)
- Koncert (1988.)
- Sačuvali smo od zaborava (1988.)
- Suza nebeska (1989.)
- Mate Mišo Kovač (1994.)
- Mojoj vjernoj publici (1995.)
- Pjevaj, legendo (1999.)
- Rane godine 1964-69 (1999.)
- Najdraže pjesme Miše Kovača (2003.)
- Najveći hitovi (2003.)
- Najveći hitovi 2 (2003.)
- Zabavni megamix (2004.)
- Mišo u Šibeniku - DVD/CD (2005.)
- The platinum collection (2006.)
- Live collection (2007.)
- Zajedno smo (1984., reizdanje 2008.)
- Potraži me u pjesmi (1984., reizdanje 2008.)
- Ostala si uvijek ista (1985., reizdanje 2008.)
- Ti si pjesma moje duše (1986., reizdanje 2008.)
- Malo mi je jedan život s tobom (1987., reizdanje 2008.)
- Samo nas nebo rastavit može (1989., reizdanje 2008.)
- Za kim zvono plače (1990.)
- Grobovi im nikad oprostiti neće (1991.)
- Pjesma za Edija (1993.)
- Al je ljubav bolest teška (1996.)
- Osjećam se jači (1998.)
- Budi čovjek dobre volje (1999.)
- Dalmatino (2001.)
- Mir u srce (2004.)
- Ja sam kovač svoje sreće (2006.)
- Ne tražim istinu (2010.)
- Najljepše ljubavne pjesme (2010.)
- 100 originalnih hitova - Mišo Kovač (2012.)

### Kompilacijski albumi
- Najveći uspjesi 1. 1974.
- Najveći uspjesi 2. 1977.
- Najljepše pjesme 2 1987.
- Koncert 1988.
- Rane godine 1999.
- Pjevaj legendo 1999.
- Zabavni megamix 2002.
- Najdraže pjesme Miše Kovača 2003.
- Hitovi 2005.
- Antologija 2006.
- Jedan dan života Live collection 2009.
- The Best Of Collection 2015.

## Vanjske poveznice
- Diskografija
- Ivan Živković: FANTASTIČNA PRIČA O NEPOZNATOM ŽIVOTU MLADOG MIŠE KOVAČA 'U školi je imao 400 neopravdanih sati, a Arsena je 'učio' gitaru'  Arhivirana inačica izvorne stranice od 27. listopada 2015. (Wayback Machine), Jutarnji list, Objavljeno: 24.01.2016
- Miljenko Jergović: Mišo - dalmatinski kralj, Jutarnji list, 7. prosinca 2008.
- arhiva.porin.info – Siniša Škarica: »MIŠO KOVAČ ili čovjek koji živi svoju legendu« (životopis)
- "Hrvatski evergreeni - Mišo Kovač"  Arhivirana inačica izvorne stranice od 25. studenoga 2015. (Wayback Machine), pregled Mišinih ranih hitova, HRT – Glas Hrvatske